# Échec international
Pour plus de détails, voir Fiche technique et Distribution.
Échec international (Scacco internazionale) est un film d'espionnage italien réalisé par Giuseppe Rosati  et sorti en 1968.

## Fiche technique
- Titre original italien : Scacco internazionale[1],[2]
- Titre français : Échec international[3]
- Réalisateur : Giuseppe Rosati
- Scénario : Giuseppe Rosati
- Photographie : Gábor Pogány
- Montage : Romeo Ciatti
- Musique : Carlo Rustichelli
- Décors : Pino (Giuseppe) Aldrovandi
- Costumes : Tina Galli
- Production : Giuseppe Rosati, Gabriele Della Vedova
- Société de production : Cinematografica Italiana
- Pays de production :  Italie
- Langue originale : italien
- Format : couleur - 2,35:1 - Son mono - 35 mm
- Durée : 100 minutes
- Genre : Film d'espionnage
- Dates de sortie :
  - Italie : 9 juillet 1968
  - France : 21 juin 1970[3]

## Distribution
- Tab Hunter : Patrick Harris
- Daniela Bianchi : Helen Harris
- Michael Rennie : George McConnell
- Luisa Baratto : Stephanie McConnell
- Umberto Raho : Carlo
- Luciano Rossi : Besive
- Bill Vanders : Clark
- Franco Ressel : le commissaire
- Mario Maranzana (it)